# Сакамото Рюіті
Рюіті Сакамото (яп. 坂本 龍一, Сакамото Рю: іті, нар. 17 січня 1952 — пом. 28 березня 2023) — японський композитор, музикант, продюсер і актор, який створював музику різних стилів як сольний виконавець і як учасник Yellow Magic Orchestra. Разом зі своїми колегами по групі Харуомі Хосоно та Юкіхіро Такахасі Сакамото вплинув на низку жанрів електронної музики.

## Біографічні відомості
Сакамото почав свою кар'єру під час навчання в університеті в 1970-х як сесійний музикант, продюсер і аранжувальник. Його першим великим успіхом у 1978 році стала участь в гурті Yellow Magic Orchestra. Паралельно він розвиває сольну кар'єру, випустивши експериментальний електронний ф'южн альбом Thousand Knives у 1978 році. Через два роки він випустив альбом B-2 Unit. До нього увійшов трек «Riot in Lagos», який став значущим у розвитку електро та хіп-хоп музики. Сакамото продовжив продюсувати більше сольних записів і співпрацювати з багатьма міжнародними артистами, серед яких Девід Сільвіан, Карстен Ніколаї, Юссу Н'Дур і Феннес. Сакамото створив музику для церемонії відкриття Олімпійських ігор у Барселоні 1992 року, а його композиція «Energy Flow» (1999) стала першим інструментальним синглом номер один в історії японських чартів Oricon.
Як композитор музики до фільмів Сакамото отримав премії «Оскар», «BAFTA», «Греммі» та 2 нагороди «Золотий глобус». Стрічка «Щасливого Різдва, містере Лоуренс» (1983) ознаменувала його дебют і як актора (одна із головних ролей), і як кінокомпозитора. Головна музична тема фільму була адаптована в сингл «Forbidden Colours», який став міжнародним хітом. Його найуспішнішою роботою як кінокомпозитора був «Останній імператор» (1987), після чого він продовжував отримувати нагороди, створюючи композиції для таких фільмів, як «Небо, що приховує» (1990), «Маленький Будда» (1993) і «Легенда Г'ю Гласса»/«Уцілілий» (2015). Іноді Сакамото також працював як композитор і сценарист аніме та відеоігор. У 2009 році він був нагороджений Орденом мистецтв і літератури від Міністерства культури Франції за внесок у музику.
27 лютого 2022 року, невдовзі після військового вторгнення РФ в Україну, на офіційному youtube-каналі композитора опубліковано його саундтрек до документального фільму «Олексій і весна»/ англ. «Alexei and the Spring» (2002, реж. Seiichi Motohashi), присвяченому темі Чорнобильської трагедії 1986 року, і слова солідарності та підтримки народу України: «Я з українським народом. Миру Україні і всьому світу» (англ. “I am with the Ukrainian people. Peace for Ukraine and the world.” — Ryuichi Sakamoto).
Пішов із життя 28 березня 2023 після тривалого онкологічного захворювання.

## Фільмографія
Кінокомпозитор:

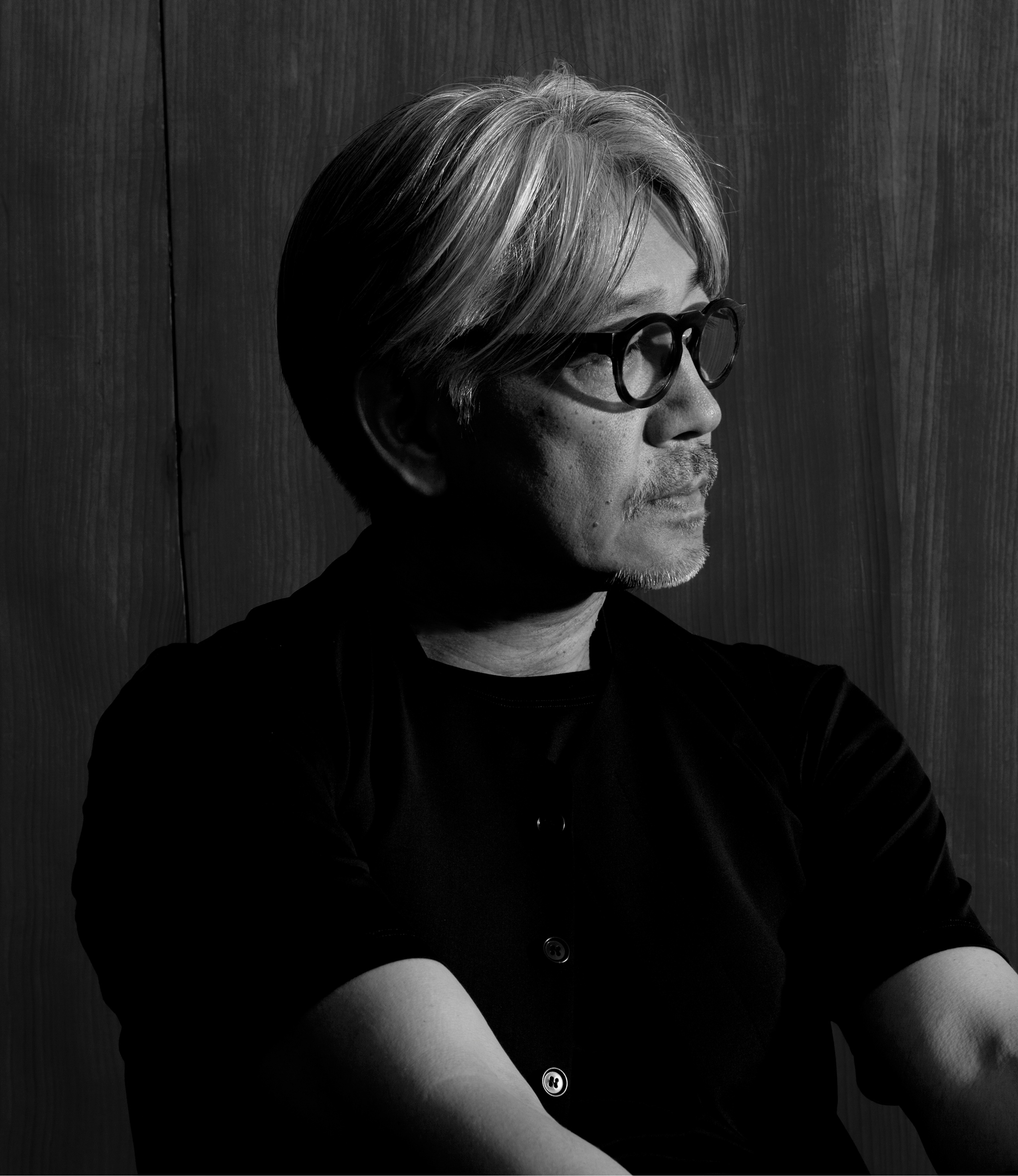
Ryuichi Sakamoto

- «Щасливого Різдва, містере Лоуренс» / Merry Christmas Mr. Lawrence (1983)
- «Останній імператор» (1987, реж. Бернардо Бертолуччі)
- «Оповідь служниці» (1990)
- «Розколоте небо» / The Sheltering Sky (1990, реж. Бернардо Бертолуччі)
- «Високі підбори» / Tacones lejanos (1991)
- «Грозовий перевал» (1992)
- «Дикі пальми» (1993)
- «Маленький Будда» (1993, реж. Бернардо Бертолуччі)
- «Очі змії» (1998)
- «Кохання — це диявол. Штрихи до портрета Ф. Бекона» / Love Is the Devil: Study for a Portrait of Francis Bacon (1998)
- «Табу» (1999)
- «Фатальна жінка» (2002)
- «Олексій і весна»/ англ. «Alexei and the Spring» (2002, док. фільм)
- «Шовк» (2007)
- «Легенда Г'ю Гласса» / «Уцілілий» (2015)
- «Гнів» (2016)
- «Проксіма» (2019)
- «Мінамата» (2020)
- «Після Янґа» (2021)
- «Монстр» (2023) та ін.

Кіноролі:
- «Щасливого Різдва, містере Лоуренс» (1983, капітан Йоної)
- «Останній імператор» (1987, Масахіко Амакасу)
- «Готель „Нова троянда“» (1998, Хосака) та інші…